# Du gav bara löften
Du gav bara löften, skriven av Eivor Fred, är en dansbandslåt som 1975 spelades in av bland andra Curt Görans , Jigs , Säwes och Vikingarna. 
Vikingarnas inspelning testades på Svensktoppen, där den låg i elva omgångar under perioden 27 juli-5 oktober 1975, där den var etta från femte veckan och ända fram till den sista . En annan inspelning gjordes av Sten & Stanley 1990. 
Vikingarna gjorde en nyinspelning av sin version 1990.
Hårdrocksgruppen Black Ingvars tolkade sången i hårdrocksversion på albumet "Earcandy Five" 1995. 
En version i Framåt fredag hette också "Du gav bara löften", men handlade om svikna vallöften. 
Anne-Lie Rydé tolkade låten 2010 på dansbandstributalbumet Dans på rosor. 
En nästan identisk dansk utgåva Aldrig mer' må jeg se dig var en stor framgång för Lars Stryg år 1976, och låg på Dansktoppen i 55 veckor, många av dem som nummer ett.

### Fotnoter
1. ↑  ”Svensk mediedatabas”. http://smdb.kb.se/catalog/id/002006970. Läst 25 maj 2011.
2. ↑  ”Svensk mediedatabas”. http://smdb.kb.se/catalog/id/001455010. Läst 25 maj 2011.
3. ↑  ”Svensk mediedatabas”. http://smdb.kb.se/catalog/id/001455020. Läst 25 maj 2011.
4. ↑  Svensktoppen - 1975
5. ↑  ”Svensk mediedatabas”. http://smdb.kb.se/catalog/id/001480381. Läst 25 maj 2011.
6. ↑  ”Aftonbladet”. 25 maj 2004. http://www.aftonbladet.se/nojesbladet/kronikorer/article213083.ab?service=print. Läst 8 juli 2011.
7. ↑  ”Svensk mediedatabas”. Arkiverad från originalet den 16 oktober 2014. https://web.archive.org/web/20141016173525/http://smdb.kb.se/catalog/id/001511426. Läst 25 maj 2011.
8. ↑  Framåt fredag - Du gav bara löften
9. ↑  Information Arkiverad 11 november 2013 hämtat från the Wayback Machine. i Svensk mediedatabas.
10. ↑  Det Kgl. Bibliotek - Aldrig mer' må jeg se dig